# EU4DUAL
EU4DUAL ist eine gemeinsame Initiative von neun dualen Hochschulen in ganz Europa zur Gründung einer Europäischen Universität. Die Europäischen Universitäten sind transnationale Allianzen, die europäische Werte und Identität fördern und die Qualität und Wettbewerbsfähigkeit der europäischen Hochschulbildung revolutionieren sollen. Finanziert durch Mittel von der Europäischen Union (EU) wurde damit die erste Duale Europäische Hochschule gegründet. Das Projekt soll als globaler Maßstab für hochwertige duale Studienprogramme dienen, die Verbreitung des dualen Bildungsmodells fördern, den internationalen Austausch intensivieren und durch gemeinsame Projekte in Lehre, Forschung, Weiterbildung und Wissenstransfer dazu beitragen, die bedeutenden Herausforderungen Europas zu bewältigen.

## Hintergrund
Die Duale Hochschule Baden-Württemberg (DHBW) in Deutschland und ihre europäischen Partner sehen in EU4DUAL einen Vorreiter für duale Bildung auf dem Kontinent. Als Zeugnis für den Erfolg dualer Studiengänge als exportierbares Konzept strebt die Allianz danach, die Reichweite der dualen Bildung zu erweitern, die internationale Zusammenarbeit zu intensivieren und zur Lösung der wichtigsten Herausforderungen Europas beizutragen, insbesondere in Bezug auf Dekarbonisierung und Digitalisierung.

## Ziele und Schwerpunktbereiche
Die neun Partnerhochschulen möchten zusammen die globale Referenz für hochqualitative duale Ausbildung werden. Als weltweit größte integrierte duale Hochschule wollen sie dabei helfen, Europas zentrale gesellschaftliche Herausforderungen zu bewältigen und Europa grüner, gleichberechtigter und wirtschaftlich erfolgreicher machen.
Die Hauptziele von EU4DUAL sind die Förderung dualer Bildung als Exportgut in Europa. Die Allianz zielt darauf ab, die Beziehungen zwischen Wirtschaft und Wissenschaft zu fördern.
Die thematischen Säulen "Zukunft der Arbeit", "Nachhaltige Wirtschaft" und "Gesundes Leben" bilden die Grundlage für die Aktivitäten von EU4DUAL.

## Partner und Führung
Unter der Leitung der Mondragon Universität im spanischen Baskenland vereint EU4DUAL eine vielfältige Gruppe europäischer Institutionen.
| Partner                                               | Land        | Website |
| ----------------------------------------------------- | ----------- | ------- |
| Mondragon Universität (Konsortialführer)              | Spanien     | Website |
| Duale Hochschule Baden-Württemberg (DHBW)             | Deutschland | Website |
| FH Joanneum                                           | Österreich  | Website |
| John von Neumann Universität                          | Ungarn      | Website |
| FH Savonia                                            | Finnland    | Website |
| Technische Universität Koszalin                       | Polen       | Website |
| Malta College of Arts, Science and Technology (MCAST) | Malta       | Website |
| PAR Visoka Poslovna University College                | Kroatien    | Website |
| ESTIA School of Advanced Industrial Technologies      | Frankreich  | Website |

## Förderung
Die EU4DUAL-Initiative profitiert vom Programm "European Universities" im Rahmen des Erasmus+ Programms und erhält strategische Partnerschaftsförderung von der Europäischen Union. Über einen Zeitraum von vier Jahren können Allianzen jeweils bis zu 14,4 Millionen Euro erhalten, um gemeinsame Projekte und Initiativen zu unterstützen.